# Lloyd C. Stark

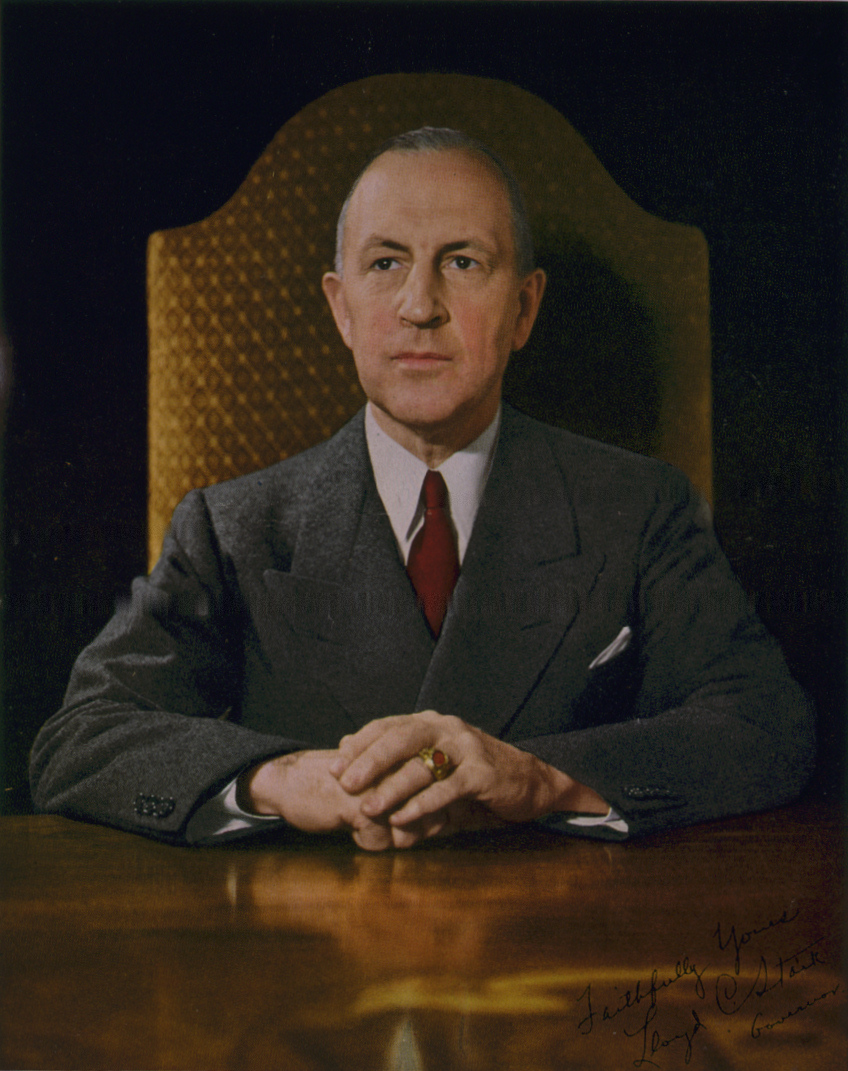
Lloyd Stark (1939)

Lloyd Crow Stark (* 23. November 1886 in Louisiana, Missouri; † 17. September 1972 in Clayton, Missouri) war ein US-amerikanischer Politiker und von 1937 bis 1941 der 39. Gouverneur des Bundesstaates Missouri.

## Frühe Jahre und politischer Aufstieg
Lloyd Stark besuchte die Schulen seiner Heimat. Danach absolvierte er bis 1908 die US-Marineakademie, worauf er vier Jahre lang als Marineoffizier Dienst tat. Danach arbeitete er in der Baumschule seiner Familie mit. Während des Ersten Weltkrieges diente er in der US Army. Er wurde auf den Schlachtfeldern in Frankreich eingesetzt und brachte es bis zum Major.
Stark war Mitglied der Demokraten. In den 1930er Jahren wurde diese Partei in Missouri von dem einflussreichen Tom Pendergast kontrolliert, dessen Schützling Stark zunächst wurde. Dieser ermöglichte Stark auch die Nominierung zum Spitzenkandidaten der Partei für die 1936 anstehenden Gouverneurswahlen. Nach der gewonnenen Wahl trennte sich Stark dann von Pendergast, der immer offensichtlicher in Korruptionsaffären verwickelt wurde. Später wurde Pendergast wegen Steuerhinterziehung angeklagt und verurteilt.

## Gouverneur von Missouri
Stark trat sein neues Amt am 11. Januar 1937 an. In seiner vierjährigen Amtszeit wurde das Haushaltsdefizit reduziert und die Korruption sowie das organisierte Verbrechen bekämpft. In Kansas City wurde ein neues Polizeigesetz eingeführt. Die innerstaatlichen Handelsschranken wurden in diesen Jahren aufgehoben, was der Wirtschaft von Missouri zugutekam. Von 1939 bis 1940 führte Stark den Vorsitz der National Governors Association.

## Weiterer Lebenslauf
Im Jahr 1940 bewarb sich Stark um einen Sitz im US-Senat. Bei den parteiinternen Vorwahlen forderte er dabei den Amtsinhaber unter späteren US-Präsidenten Harry S. Truman heraus. Obwohl wegen seiner Verbindung zu Tom Pendergast politisch geschwächt, konnte Truman dennoch knapp gewinnen. Nach dem Ende seiner Gouverneurszeit zog sich Stark dann aus der Politik zurück und widmete sich wieder dem familieneigenen Baumschulenbetrieb. Lloyd Stark starb am 17. September 1972. Er wurde in Jefferson City beigesetzt. Stark war zweimal verheiratet und hatte insgesamt vier Kinder.